# National Association of Evangelicals
Die North American Evangelical Alliance (kurz: NAE; Eigenbezeichnung: National Association of Evangelicals) ist Nordamerikas größte konfessionsübergreifende Vereinigung evangelischer Christen und wurde 1942 gegründet. Sie ist Teil der Weltweiten Evangelischen Allianz (WEA) und vertritt in den USA 45.000 Kirchen in 40 Denominationen. Ihr Ziel ist es, evangelikale Christen in den USA zu repräsentieren. Die Organisation hat ihren Sitz in Washington, D.C. und wird von Walter Kim als Präsident repräsentiert.

## Geschichte
Die National Association of Evangelicals (NAE) wurde am 7.–9. April 1942 in St. Louis, Missouri von 147 Personen gegründet. Der erste Vorsitzende wurde Harold Ockenga von 1942 bis 1944. Ihr ursprünglicher Name lautete National Association of Evangelicals for United Action; er wurde aber in der ersten Konstitution in National Association of Evangelicals geändert.
In den 1950er Jahren war die Reputation so weit angestiegen, dass Präsident Eisenhower eine NAE-Delegation im Weißen Haus empfing. Dwight D. Eisenhower war für seine Nähe zu evangelikalen Christen bekannt. Er bekehrte sich nach eigenen Aussagen durch den Prediger Billy Graham und eröffnete seine politischen Reden häufig mit einem Gebet. Dies fiel in eine Zeit, in der in Amerika die Zahl der Kirchenmitglieder landesweit von 49 % auf 69 % stiegen.
Auf der jährlichen Versammlung der NAE im Jahr 1983 in Orlando, Florida, begrüßte NAE-Präsident Arthur Evans Gay, Jr. den damaligen US-Präsidenten Ronald Reagan, der dort seine Reich-des-Bösen-Rede hielt. Diese bezeichnete die Sowjetunion erstmals öffentlich als „Evil Empire“ und markierte eine nachhaltige Wendung in den russisch-amerikanischen Beziehungen. Die 50-Jahr-Feier wurde 1992 in Chicago, Illinois zelebriert. Der US-Präsident George H. W. Bush adressierte die Anwesenden ebenso wie Billy Graham. Im Jahr 2003 zur jährlichen Versammlung sprach George W. Bush zu den Anwesenden über Satellit.
Der wachsende politische Einfluss der NAE und ihr daraus abgeleitetes Selbstverständnis wird in dem im Folgejahr publizierten Dokument For the Health of the Nation: An Evangelical Call to Civic Responsibility (deutsch: „Für die Gesundheit des Landes: Ein evangelischer Aufruf zu mehr Bürgerverantwortung“) deutlich. Dort heißt es, dass die NAE mittlerweile 25 % aller Amerikaner repräsentiere.
Walter Kim wurde 2019 als Präsident gewählt. Die NAE ist Mitglied der North American Evangelical Alliance. Diese führt neben der NAE als zweites Mitglied die kanadische Evangelical Fellowship of Canada (EFC). Beide gemeinsam sind über die North American Evangelical Alliance Mitglied der Weltweiten Evangelischen Allianz.
Auch wenn die NAE offiziell keine Unterstützung für US-Präsident Donald Trump aussprach, nimmt man an, dass 80 % ihrer weißen Mitglieder ihn gewählt haben. Die Nationale Vereinigung Schwarzer Evangelikaler (Original: National Black Evangelical Association, kurz: NBEA) startete schon 2016 eine Petition, die bemängelte, dass Evangelikale in den Medien als „mehrheitlich weiße, politisch konservative, ältere Männer“ dargestellt werden, und forderte dazu auf, nicht für Donald Trump zu stimmen.

## Initiatives

### World Relief
1944 wurde die War Relief Commission gegründet, die Hilfsgüter in das zerstöre Europa sandte; Kleidung und Essen wurden an die Opfer des Zweiten Weltkriegs geschickt. Nachdem die Folgen des Kriegs abgeklungen waren, wurde die Gesellschaft in World Relief umbenannt; sie ist heute der humanitäre Arm der NAE. Sie hat heute 95.000 freiwillige Helfer und hat nach eigenen Angaben über 300.000 Flüchtlinge innerhalb der USA mit Umsiedlung, Kleidung, Sprachkursen und Englischkursen geholfen. Weitere Tätigkeitsfelder sind Microfinance, AIDS-Hilfe, Flüchtlingsumsiedlung (refugee resettlement) und Unterstützung von Immigranten.

### National Religious Broadcasters
1944 wurde der Verband National Religious Broadcasters (NRB) in Columbus, Ohio gegründet. Dies wurde nötig, nachdem große Radiosender wie CBS und NBC religiöse Inhalte aus ihrem Programm nahmen, da sie einen Verlust von Werbeeinnahmen befürchteten. Zu der Organisation gehört das Trans World Radio, dem auch der deutsche Evangeliums-Rundfunk gehört.

## Denominationen
Die folgenden evangelischen Kirchennetzwerke sind – mit Stand 2017 – Mitglied der NAE:
- Advent Christian Church
- Assemblies of God USA (Mitglied seit 1943)
- Brethren Church, The (Mitglied seit 1968)
- Brethren in Christ Church (Mitglied seit 1949)
- Christian and Missionary Alliance (Mitglied seit 1966)
- Christian Reformed Church in North America (Mitglied seit 1943–51, 1988)
- Christian Union (Mitglied seit 1954)
- Church of God (Anderson) (Mitglied seit 2021)
- Church of God (Cleveland, Tennessee) (Mitglied seit 1944)
- Church of the Nazarene (Mitglied seit 1984)
- Conservative Congregational Christian Conference (Mitglied seit 1951)
- Converge Worldwide (früher Baptist General Conference) (Mitglied seit 1966)
- ECO: A Covenant Order of Evangelical Presbyterians (Mitglied seit 2015)
- Elim Fellowship (Mitglied seit 1947)
- Evangelical Church, The (Mitglied seit 1969)
- Evangelical Congregational Church (Mitglied seit 1962)
- Evangelical Free Church of America (Mitglied seit 1943)
- Evangelical Friends Church International (Mitglied seit 1971)
- Evangelical Presbyterian Church (Mitglied seit 1982)
- Every Nation Churches
- Fellowship of Evangelical Bible Churches (Mitglied seit 1948)
- Fellowship of Evangelical Churches
- Foursquare Church, The (Mitglied seit 1952)
- Free Methodist Church of North America (Mitglied seit 1944)
- Grace Communion International (Mitglied seit 1997 as Worldwide Church of God)
- Great Commission Churches (Mitglied seit 2007)
- International Pentecostal Church of Christ (Mitglied seit 1946)
- International Pentecostal Holiness Church (Mitglied seit 1943)
- Missionary Church, Inc. (Mitglied seit 1944)
- North American Baptist Conference
- Open Bible Church (Mitglied seit 1943)
- Pentecostal Free Will Baptist Church (Mitglied seit 1988)
- Presbyterian Church in America (Mitglied seit 1986)
- Primitive Methodist Church USA (Mitglied seit 1946)
- Royalhouse Chapel International (Mitglied seit 2016)
- Salvation Army, The (Mitglied seit 1990)
- Seventh Day Baptist General Conference of the USA & Canada (Mitglied seit 2018)
- Transformation Ministries
- United Brethren in Christ (Mitglied seit 1953)
- U.S. Conference of the Mennonite Brethren Churches (Mitglied seit 1946)
- Vineyard USA, The
- Wesleyan Church, The (Mitglied seit 1948)

## Präsidenten seit 1942
- J. Elwin Wright (1942–47)
- Rutherford L. Decker (1948–53)
- George L. Ford (1954–64)
- Clyde W. Taylor (1964–74)
- Arthur M. Climenhaga (1964–67)
- Billy A. Melvin (1967–95)
- Don Argue (1992–98)
- Kevin Mannoia (1999–2001)
- Leith Anderson (2002–03)
- Ted Haggard (2003–06)
- Leith Anderson (2006–19)
- Walter Kim (2020–heute)